# پای خامه‌ای
پای خامه‌ای (انگلیسی: Cream pie) نوعی پای پر شده با کاستارد یا پودینگ است که از شیر، خامه، شکر، آرد گندم و تخم‌مرغ درست می‌شود.